# Bruno Kühn
Bruno Kühn (* 17. Dezember 1901 in Rixdorf bei Berlin; † wahrscheinlich 1944 in Brüssel) war ein deutscher kommunistischer Aktivist und Widerstandskämpfer gegen den Nationalsozialismus.

## Leben
Bruno Kühn wurde 1901 als Kind einer Arbeiterfamilie in Rixdorf bei Berlin geboren und war der ältere Bruder von Lotte Ulbricht. Ab 1918 gehörte er der Kommunistischen Partei Deutschlands (KPD) an. In der Zeit der Weimarer Republik wirkte er als Funktionär des 1920 entstandenen Kommunistischen Jugendverbandes Deutschlands (KJVD) im Bereich der politischen Kinder- und Jugendarbeit. Während des Spanischen Bürgerkrieges war er Mitglied der Internationalen Brigaden.
Im Zweiten Weltkrieg ging er in die Sowjetunion, um als Partisan im Hinterland der Wehrmacht zu kämpfen. Über den Zeitpunkt und die Umstände des Todes von Bruno Kühn gibt es unterschiedliche Angaben. In der Geschichtsschreibung der DDR war die Darstellung verbreitet, dass er im August 1941 in Weißrussland gefallen sei. Später fanden sich jedoch Hinweise darauf, dass er als „Fallschirmagent“ im August 1943 von der Gestapo in Amsterdam verhaftet und 1944 in Brüssel erschossen wurde.

## Ehrungen

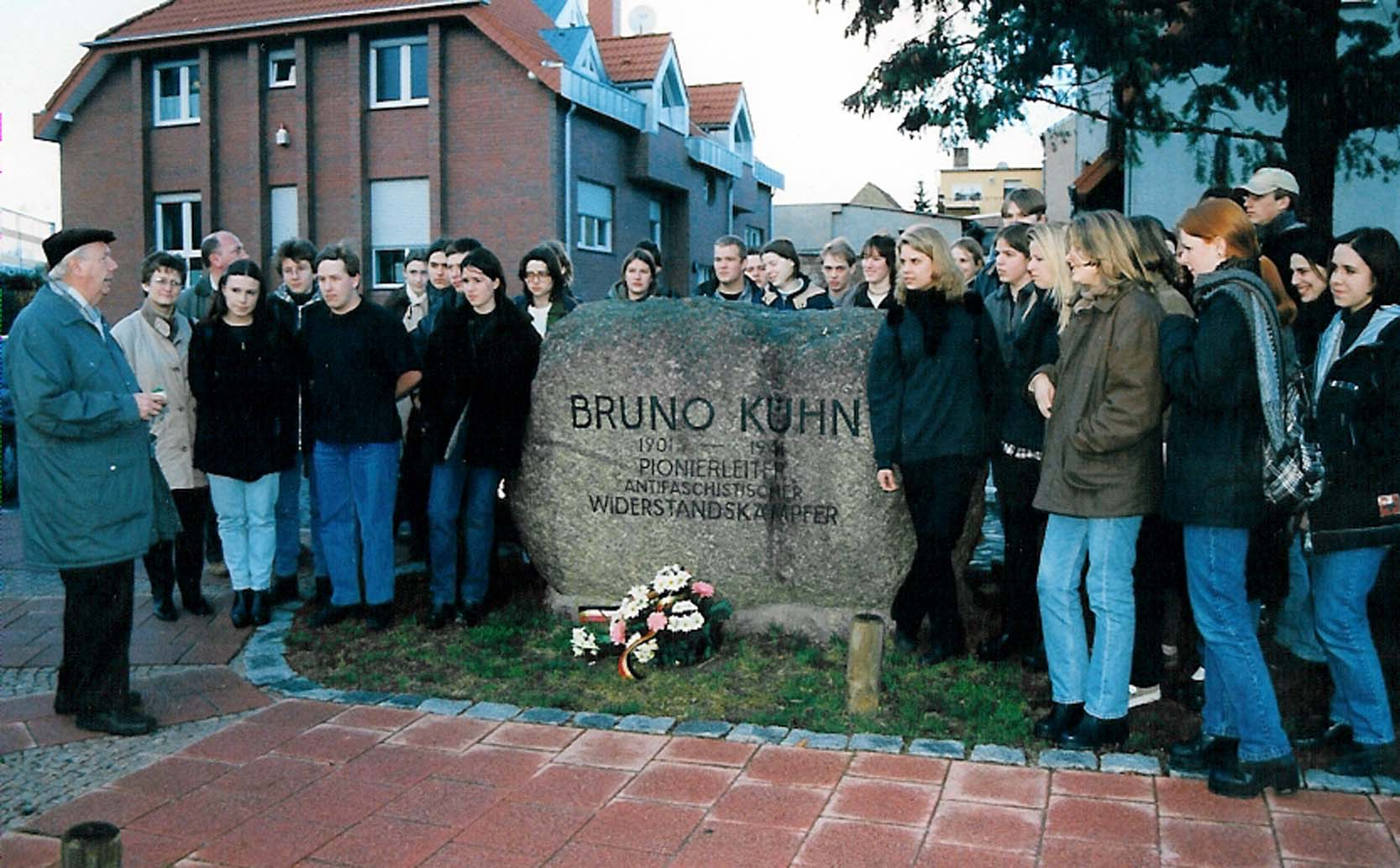
Gedenkstein für den ehemaligen Pionierleiter und Widerstandskämpfer Bruno Kühn in Bad Belzig, dessen Namen auch die 1968 erbaute Schule trug

In der DDR trugen unter anderem mehrere Schulen und Pionierhäuser sowie eine Abteilung der Grenztruppen der DDR, zwei Torpedoschnellboote der Volksmarine und eine Kaserne sowie ein Regiment der Nationalen Volksarmee (NVA) seinen Namen. In Bad Belzig befindet sich am Freibad ein großer Findling mit der Aufschrift Bruno Kühn 1901–1944. Pionierleiter und antifaschistischer Widerstandskämpfer. Bis zum Abbau 1994 stand auf dem Gelände der Pädagogischen Hochschule Dresden eine von Robert Propf 1971 geschaffene Bruno-Kühn-Stele.
Die Betriebsschule des VEB Elektronische Bauelemente Teltow war nach ihm benannt.